# Гарсиа Понсе, Гильермо
Гилье́рмо Гарси́а По́нсе (исп. Guillermo García Ponce; 10 апреля 1925, Каракас, Венесуэла — 11 сентября 2010, там же) — деятель венесуэльского коммунистического движения, журналист.

## Биография
Родился 10 апреля 1925 в Каракасе в квартале Ла-Пастора. С ранней юности увлекался прогрессивными общественными идеями. В 1937 вместе с братом Сервандо собирался ехать в Испанию для борьбы с Франко.
Основатель Коммунистической молодёжи Венесуэлы и печатного органа Коммунистической партии Венесуэлы Tribuna Popular.
В 1959 вошёл в состав Патриотической хунты, возглавившей свержение диктатуры М. Переса Хименеса. Член комиссии, разработавшей Конституцию Венесуэлы 1961 года.
В 1960-е участвовал в партизанской борьбе против правительств Р. Бетанкура и Р. Леони, был начальником Второго отдела Главного штаба Вооружённых сил национального освобождения (ФАЛН). Арестован 10 октября 1963 года, приговорен к 27 годам тюремного заключения за участие в военном мятеже. 5 февраля 1967 года вместе с Помпейо Маркесом и Теодоро Петковым совершил сенсационный побег из тюрьмы Сан-Карлос через прокопанный в камеру туннель.
После демократизации общественной жизни, проведённой Р. Кальдерой, вернулся к общественной жизни. В 1973 в результате раскола вышел из КПВ, состоял в ряде левых организаций, включая Коммунистический авангард и Социалистическую альтернативу.
После того, как в 1999 президентом становится Уго Чавес, становится одним из его ближайших соратников, лидером Тактического командования Революции.
В ходе попытки государственного переворота 2002 предпринял ключевые усилия по возвращению Чавеса на пост президента. После переворота в апреле 2002 года основал издание VEA, рупор Боливарианской революции.
Умер от рака 11 сентября 2010 года. В похоронах участвовал Уго Чавес.